# Kwame Anthony Appiah
Kwame Anthony Appiah, född 8 maj 1954 i London, är en författare och filosof, amerikansk medborgare med rötter från Ghana, som bland annat sysslat med politisk- och moralfilosofi, afrikansk intellektuell historia, samt semantik.

## Biografi
Kwame Anthony Appiah föddes i London som son till politikern och juristen Joe Appiah och barnboksförfattaren Peggy Cripps, Sir Stafford Cripps dotter. Han växte upp i Kumasi, Ghana, och fick sin utbildning vid Bryanston School och Clare College, Cambridge, där han blev fil.dr. i filosofi 1982.
Därefter undervisade han vid universitetet i Ghana, Cambridge, Duke, Cornell, Yale, Harvard, och Princeton. För närvarande[när?] innehar han Rockefellerprofessuren i filosofi vid Princeton, och delar sin tid med universitetets center för mänskliga värderingar. Han har ett nära samarbete med Henry Louis Gates Jr., och de är tillsammans redaktörer för Transition Magazine.
Han är öppet homosexuell, och bor med sin partner på Chelsea, Manhattan.

## Filosofi
Appiahs tidiga filosofiska verk tog upp problem med semantik och meningsteorier, men har i senare verk ägnat sig åt problem med rasbegreppet och rasism, identitet, och moralteori. 1992 gav han ut In My Father's House, för vilken han belönades med Herskovitz Prize for African Studies. 2006 utkom han med Cosmopolitanism: Ethics in a World of Strangers där han förespråkar ett världsmedborgarskap på etisk grund, och inte i form av en superstat, och kritiserar den samtida inställningen till kosmopolitismen.